# Боровлянский
Боровлянский — посёлок в Троицком районе Алтайского края. Входит в состав Беловского сельсовета.

## География
Расположен в 5 км к юго-востоку от центра сельского поселения посёлка Беловский.

## История
Решением Троицкого райисполкома от 11 мая 1960 г. № 171 населённому пункту 1-я ферма совхоза «Беловский» присвоено наименование посёлок Боровлянский.

## Население
| 1997 | 1998 | 1999 | 2000 | 2001 | 2002 |
| ---- | ---- | ---- | ---- | ---- | ---- |
| 316  | ↗320 | ↘306 | ↘290 | ↘282 | ↘238 |
| 2003 | 2004 | 2005 | 2006 | 2007 | 2008 |
| ↗250 | ↘209 | ↘200 | ↘192 | ↘191 | ↘187 |
| 2009 | 2010 | 2011 | 2012 | 2013 |      |
| ↗190 | ↘137 | ↗140 | ↘130 | ↗152 |      |

Национальный состав
Согласно результатам переписи 2002 года, в национальной структуре населения русские составляли 88 %.